# La Maison Nucingen
Pour le film de 2008, voir La Maison Nucingen (film).
La Maison Nucingen est un roman d’Honoré de Balzac écrit en 1837, paru d'abord sous la forme de roman-feuilleton dans La Presse, d’octobre à novembre 1837, puis édité en volume en 1838 chez Werdet. Il fait partie des Scènes de la vie parisienne de La Comédie humaine. Le titre initialement prévu par Balzac était La Haute Banque, terme qui désignait à l’époque une poignée de banquiers qui avaient acquis une prépondérance absolue sur les marchés financiers et dont Nucingen fait partie.
Le baron de Nucingen apparaît pour la première fois dans Le Père Goriot, puis dans Melmoth réconcilié, où il est évoqué par l’intermédiaire de son caissier. Balzac n’avait d’ailleurs pas terminé l’écriture de Melmoth lorsqu’il entreprit la construction de La Maison Nucingen. En réalité, dans les deux romans, l’auteur est inspiré par le même sujet : la spéculation boursière, l’agiotage qui font rage à une époque d’industrialisation sans précédent, où la folie des investissements hasardeux peut conduire au triomphe ou à la ruine. Mais si Nucingen reste proche de la réalité, Melmoth (qui sera classé dans les Études philosophiques) ayant vendu son âme au diable, ramène au mythe de Faust.
Le roman est clairement une description de l'ascension en Europe de la maison Rothschild, avec la description du fameux coup de bourse lors de la bataille de Waterloo.

## Résumé
Eugène de Rastignac était devenu l’amant de Delphine de Nucingen, femme du grand banquier Nucingen, en 1819, dans Le Père Goriot. En 1833, année où commence la Maison Nucingen, il rompt avec Delphine mais continue à travailler avec son mari dans des affaires frauduleuses, où il gagne beaucoup d’argent au point qu’il se trouve bientôt en position de prétendre au titre de pair de France.
Dans le salon particulier d’un célèbre restaurant parisien, un homme surprend la conversation de quatre journalistes échauffés par un bon repas, Andoche Finot, Émile Blondet, Couture et Jean-Jacques Bixiou. Ceux-ci commentent l’étonnante réussite de Rastignac, qui doit son succès à la maison Nucingen, la fameuse banque parisienne. Nucingen pense que « l’argent n’est une puissance que quand il est en quantités disproportionnées », raison pour laquelle il se lance dans des opérations complexes qui peuvent se résumer ainsi : il fait monter les prix de titres et les rachète après les avoir fait baisser artificiellement. Il va même jusqu’à utiliser des hommes bien considérés dans la sphère parisienne, dont Rastignac fait partie, pour faire croire à sa ruine imminente et alimenter la panique qui lui permet ensuite de spéculer à des taux faramineux. Nucingen a l’art de combiner de fausses faillites, d’avancer ses pions sous forme d’hommes de paille. Il se retrouve ainsi à la tête de capitaux énormes et il peut racheter à très bas prix les actions qu’il avait d’abord fait surestimer, puis baisser.
Sa première liquidation lui permet d’acquérir un luxueux hôtel particulier et de se lancer dans une extravagante affaire de société en commandite par actions dans les mines de Wortschin. Il pourra jongler ensuite avec une deuxième, puis une troisième liquidation. Nucingen a utilisé un grand nombre d'« hommes de paille », parmi lesquels le très respectable Eugène de Rastignac, le comte des Lupeaulx, qui tous se sont enrichis à ses côtés. Il a cependant fait perdre beaucoup d'argent au très habile Ferdinand du Tillet, qui pourtant l'admire et prend leçon de ses méthodes.
Balzac expose ici un véritable traité de technique financière telle qu’elle fonctionnait dans une période de fébrilité boursière, pas très éloignée des raids boursiers pratiqués à la fin du XXe siècle. Il avait sous les yeux l’exemple du banquier Laffitte et surtout celui du banquier Beer Léon Fould, qui se trouva deux fois en cessation de paiements (1799 et 1810), mais qui se releva dès 1825 et compta parmi les membres de la haute banque.
Les manœuvres à double ou triple détente de Nucingen donnent le vertige et font écho au sujet d'une autre œuvre de Balzac, Le Faiseur.

## Adaptation cinématographique
- 2008 : La Maison Nucingen, film de Raoul Ruiz, adaptation très libre du roman, avec Elsa Zylberstein, Jean-Marc Barr et Laurent Malet.